# Ilanz
Ilanz (en romanx Glion) és un municipi del Cantó dels Grisons (Suïssa), situat al districte de Surselva.

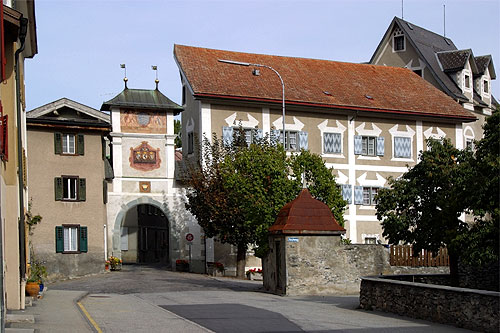
Entrada a Ilanz